# Entei
Entei (エンテイ?) è un Pokémon base della seconda generazione di tipo Fuoco. Il suo numero identificativo Pokédex è 244.
Ideato dal team di designer della Game Freak, Entei fa la sua prima apparizione nel 1999 nei videogiochi Pokémon Oro e Argento e compare inoltre nella maggior parte dei titoli successivi, in videogiochi spin-off, nei film, nel Pokémon Trading Card Game e nel merchandising derivato dalla serie.
Insieme a Raikou e Suicune forma un trio di Pokémon leggendari chiamato "bestie leggendarie" (o "cani leggendari" o "felini leggendari").
Entei è il protagonista del lungometraggio Pokémon 3 - L'incantesimo degli Unown. Il capopalestra Blaine e l'Asso Alberta hanno utilizzato esemplari del Pokémon rispettivamente nel manga Pokémon - La grande avventura e nel videogioco Pokémon Smeraldo. Un Entei cromatico è inoltre presente nel film Pokémon: Il re delle illusioni Zoroark.
Il Pokémon leggendario condivide la sua specie con i Pokémon Quilava e Typhlosion: sono tutti e tre noti come Pokémon Vulcano. È l'ultimo Pokémon affrontato durante la storia principale di Pokémon Ranger.
Il design del Pokémon è stato effettuato da Muneo Saitō.

## Descrizione
Si narra che Entei sia nato dall'eruzione di un vulcano. Corre in lungo e in largo per sfogare la sua energia, emettendo lingue di fuoco così violente da incenerire tutto ciò che lambiscono. Si dice che quando emette il suo verso, da qualche parte nel mondo un vulcano stia eruttando. È stato resuscitato in tempi antichi da Ho-Oh dopo essere perito nella distruzione della Torre d'Ottone e si dice rappresenti l'incendio che ha distrutto l'edificio.

## Apparizioni

### Videogiochi
Nei videogiochi Pokémon Oro e Argento, Pokémon Cristallo e Pokémon Oro HeartGold e Argento SoulSilver è possibile catturare Entei nella regione di Johto dopo averlo incontrato per la prima volta all'interno della Torre Bruciata nei pressi di Amarantopoli.
In Pokémon Rosso Fuoco e Verde Foglia Entei è ottenibile a Kanto una volta sconfitta la Lega Pokémon se il protagonista sceglie come Pokémon iniziale Bulbasaur.
Nel 2010 in Giappone è stato distribuito un esemplare di Entei cromatico per i videogiochi Pokémon Diamante e Perla e Pokémon Platino. Tale Pokémon, se trasferito nei titoli Pokémon Nero e Bianco permette di catturare Zoroark all'interno del Bosco Smarrimento. Lo stesso Entei è stato successivamente elargito negli Stati Uniti d'America ed in Europa.
In Pokémon Rubino Omega e Zaffiro Alpha è possibile catturare Entei all'interno della Foresta Vergine se l'allenatore possiede almeno due Pokémon leggendari, uno dei quali deve essere Lugia o Ho-Oh.
Nei videogiochi Pokémon Mystery Dungeon: Squadra rossa e Squadra blu Entei è disponibile al trentesimo piano del Campo Infuocato (Fiery Field) mentre in Pokémon Mystery Dungeon: Esploratori del tempo ed Esploratori dell'oscurità è ottenibile all'interno del Cratere Oscuro disponendo di Lastraenigma o di Pezzoenigma.

### Anime
Entei appare per la prima volta nel corso dell'episodio Forti emozioni (Entei at Your Own Risk).
Il Pokémon leggendario è inoltre uno dei protagonisti del lungometraggio Pokémon 3 - L'incantesimo degli Unown. Nel film Entei è il Pokémon preferito di Molly, una bambina il cui padre è stato rapito dagli Unown. Fantasticando su un libro di fiabe che adorava leggere con il padre, Molly si ritrova in un immenso palazzo di cristallo costruito dai misteriosi Pokémon, in compagnia del Pokémon leggendario. Entei rapisce Delia Ketchum, la madre di Ash, che combatterà contro i Pokémon creati dagli Unown per liberarla.